# 로비 자비스
로비 자비스(Robbie Jarvis, 1986년 5월 7일 ~ )는 잉글랜드의 배우이다. 해리 포터 영화 시리즈에서 어린 제임스 포터 역할로 등장한다.